# Cefamandol
Cefamandol, (łac. Cefamandolum) – antybiotyk beta-laktamowy z grupy cefalosporyn II generacji, wykazuje działanie bakteriobójcze. Ma zastosowanie w większości zakażeń bakteryjnych, dzięki oporności na działanie enzymów bakteryjnych skierowanych przeciwko niektórym antybiotykom.

## Farmakokinetyka
Biologiczny okres półtrwania po podaniu dożylnym wynosi 32 minuty, po podaniu domięśniowym 1 godzinę. Wydalanie następuje przez nerki. Cefamandol nie wchłania się z przewodu pokarmowego.

## Wskazania
- zakażenia dróg oddechowych
- zakażenia oskrzeli i płuc
- ostre zapalenie ucha środkowego
- zakażenia dróg moczowych
- profilaktyka zakażeń przy zabiegach chirurgicznych
- zakażenia tkanek miękkich, skóry, kości i stawów
- posocznica gronkowcowa
- zapalenie otrzewnej

## Przeciwwskazania
- nadwrażliwość na antybiotyki cefalosporynowe lub penicyliny
- niewydolność nerek
- zapalenie okrężnicy

## Działania niepożądane
- zaburzenia krzepnięcia krwi
- bóle brzucha
- nudności
- wymioty
- biegunka
- skórne reakcje alergiczne
- zakrzepowe zapalenie żył
- łagodne zwiększenie poziomu enzymów wątrobowych i fosfatazy zasadowej
- gorączka
- anafilaksja

## Preparaty
- Tarcefandol – proszek do sporządzania roztworu do wstrzykiwań domięśniowych i dożylnych 1 g
- Mandol –  proszek do sporządzania roztworu do wstrzykiwań domięśniowych i dożylnych 0,5 g, 1 g i 2 g[1]

## Dawkowanie
Domięśniowo lub dożylnie. Dawkę i częstotliwość stosowania ustala lekarz, zwykle 0,5–2 g w dawkach podzielonych co 4–6 godzin.